# 高瀬哲朗
高瀬 哲朗（たかせ てつお、1958年11月18日 - ）は、日本の俳優である。東京都出身。文学座所属。

## 出演作品

### 舞台
1981年
- 初舞台『ハムレット』(文学座本公演)東横劇場

1984年
- 『続・二号』(本公演)三越劇場

1985年
- 『教員室』(地人会)

1988年
- 『雨の運動会』(文学座アトリエ公演)

1989年
- 『チェンジングルーム』(本公演)紀伊國屋ホール
- 『女の一生』(本公演)サンシャイン劇場

1990年
- 『十二夜』(本公演)紀伊國屋ホール

1991年
- 『遊・遊・家族』(本公演)俳優座劇場
- 『ジュリアス・シーザー』パナソニック・グローブ座
- 『アントニーとクレオパトラ』パナソニック・グローブ座

1992年
- 『ロミオとジュリエット』パナソニック・グローブ座
- 『じゃじゃ馬ならし』パナソニック・グローブ座
- 『から騒ぎ』パナソニック・グローブ座
- 『ガリレオ物語』(CX事業部)東京芸術劇場

1993年
- 『はなれ瞽女おりん』(地人会)俳優座劇場
- 『遊・遊・家族』(本公演)旅公演

1994年
- 『調理場』(地人会)紀伊國屋ホール
- 『蜘蛛の巣』(平井事務所)アートスフィア

1995年
- 『越前竹人形』(地人会)サンシャイン劇場
- 『メモランダム』(アトリエ)

1996年
- 『特ダネ狂騒曲』（本公演）紀伊國屋ホール

1997年
- 『河をゆく』(アトリエ)

1998年
- 『ハムレット』銀座セゾン劇場

1999年
- 『リチャードIII世』さいたま芸術劇場
- 『パーフェクト・パーフェクト』(THEガジラ)中野ザ・ポケット

2000年
- 『グリークス』(Bunkamura)シアターコクーン
- 『鉄格子』東京芸術劇場

2001年
- 『マクベス』(ホリプロ)シアターコクーン
- 『三文オペラ』(Bunkamura)シアターコクーン
- 『女の一生』(本公演)芸術座
- 『ハムレット』(ホリプロ)さいたま芸術劇場

2002年
- 『オイディプス王』(Bunkamura)シアターコクーン
- 『顔』(本公演)アトリエ

2003年
- 『はなれ瞽女おりん』(地人会)旅〜紀伊國屋サザンシアター

2004年
- 『オイディプス王』(Bunkamura)シアターコクーン、ギリシャ

2006年
- 『シラノ・ド・ベルジュラック』（本公演）シアター1010
- 『忠臣蔵』(文学座・青年団)駒場アゴラ劇場

2007年
- 『コリオレイナス』（ホリプロ）さいたま芸術劇場、英国公演
- 『若草物語』(本公演)日生劇場
- 『オセロー』さいたま芸術劇場

2008年
- 『風のつめたき櫻かな』(本公演)紀伊國屋サザンシアター
- 『から騒ぎ』彩の国さいたま芸術劇場大ホール　ほか
- 『ハイキング』代々木パオ

2009年
- 『で・え・くの会』浅草木馬亭
- 『ハイキング』代々木パオ

2010年
- 『善人なおもて往生をとぐ〜親鸞 わが心のアジャセ〜』広島 ALSOKホール　 12年地方巡演
- 『わが町』（本公演）全労済ホールスペース・ゼロ
- 『釣堀にて』（横浜にぎわい座）のげシャーレ小ホール
- 『親鸞　わが心のアジャセ』広島ALSOKホール

2011年
- 『大逆の影』（アリストパネス・カンパニー）スタジオAR
- 『戦争にはいきたくない〜あるネジ工場の景色〜〜』下北沢駅前劇場

2012年
- 『三人姉妹』(本公演）紀伊國屋ホール

2013年
- 『組曲空想』シアター風姿花伝
- 『作者を探す六人の登場人物』新宿サニーサイドシアター

### テレビ
- サラリーマン金太郎2
- 遺留捜査
- 先輩ROCK YOU
- 報道ドラマ 生きろ 〜戦場に残した伝言〜

### 映画
- 凶悪
- 太陽とボレロ（2022年）- 菊池良太 役

### ラジオドラマ
- フランケンシュタイン
- 幸せDeath
- ブループリントの岬
- 思い出さずに忘れずに
- いまはむかし〜竹取異聞〜

### 吹き替え
- イ・サン
- ダーカーザンブラック外伝
- ミステリー・グースバンプス（バス運転手）

### テレビアニメ
- エウレカセブンAO（艦長）